# Dark Roots of Earth
Dark Roots of Earth ist das zehnte Studioalbum der US-amerikanischen Thrash-Metal-Band Testament. Es erschien am 27. Juli 2012 bei Nuclear Blast.

## Entstehung und Stil
Das Album wurde im Herbst und Winter 2011 mit Andy Sneap in Oakland, Kalifornien und in Derby, England aufgenommen. Dabei wurde – ähnlich wie bei The Gathering – besonderer Wert auf das massive Schlagzeugspiel von Gene Hoglan gelegt, mit dem Gitarrist Eric Peterson eng zusammenarbeitete. U.a. werden Blastbeats verwendet. Auch beim Gesang orientierte sich Chuck Billy streckenweise am Death-Metal-ähnlichen, tiefen Shouting der späteren Neunzigerjahre (etwa True American Hate).
Beim Songwriting gibt es allerdings Anklänge an die klassische Phase der späten Achtziger und an The Ritual. Der Titelsong etwa ist eine Halbballade, die gesanglich mit The Ballad von Practice What You Preach verglichen wurde. Als Bonustitel wurden u. a. drei Coverstücke eingespielt: Queens Dragon Attack, Animal Magnetism von den Scorpions und Powerslave von Iron Maiden.
Zuerst war fraglich, ob Gene Hoglan wegen anderer Verpflichtungen auch auf der Tour spielen könne. Dies wurde jedoch inzwischen bestätigt.

## Titelliste
1. "Rise Up"
2. "Native Blood"
3. "Dark Roots of Earth"
4. "True American Hate"
5. "A Day in the Death"
6. "Cold Embrace"
7. "Man Kills Mankind"
8. "Throne of Thorns"
9. "Last Stand for Independence"

### Bonustitel
1. "Dragon Attack" (Queen-Cover)
2. "Animal Magnetism" (Scorpions-Cover)
3. "Powerslave" (Iron-Maiden-Cover)
4. "Throne of Thorns" (Extended Version)

## Rezeption

### Rezensionen
Das Album wurde im Magazin Rock Hard zum Album des Monats gekürt. Götz Kühnemund gab ihm acht von zehn Punkten.
Peter Ehmann von undergrounded.de nannte das Album „das stärkste Testament Album überhaupt und eine Lehrstunde für alle Thrash- und Heavy Metal Bands [sic.]“ und vergab gab 9,5 von 10 Punkten.

### Charts und Chartplatzierungen
Dark Roots of Earth ist mit Platz zwölf das höchstplatzierte Album der Band in ihrem Heimatland USA und mit Platz vier das zur Zeit der Veröffentlichung in Deutschland am höchsten, inzwischen am zweithöchsten platzierte nach Titans of Creation (2020).
| ChartsChartplatzierungen       | Höchstplatzierung | Wochen |
| ------------------------------ | ----------------- | ------ |
| Deutschland (GfK)              | 4 (5 Wo.)         | 5      |
| Österreich (Ö3)                | 21 (3 Wo.)        | 3      |
| Schweiz (IFPI)                 | 10 (5 Wo.)        | 5      |
| Vereinigtes Königreich (OCC)   | 57 (1 Wo.)        | 1      |
| Vereinigte Staaten (Billboard) | 12 (4 Wo.)        | 4      |